# Limequat

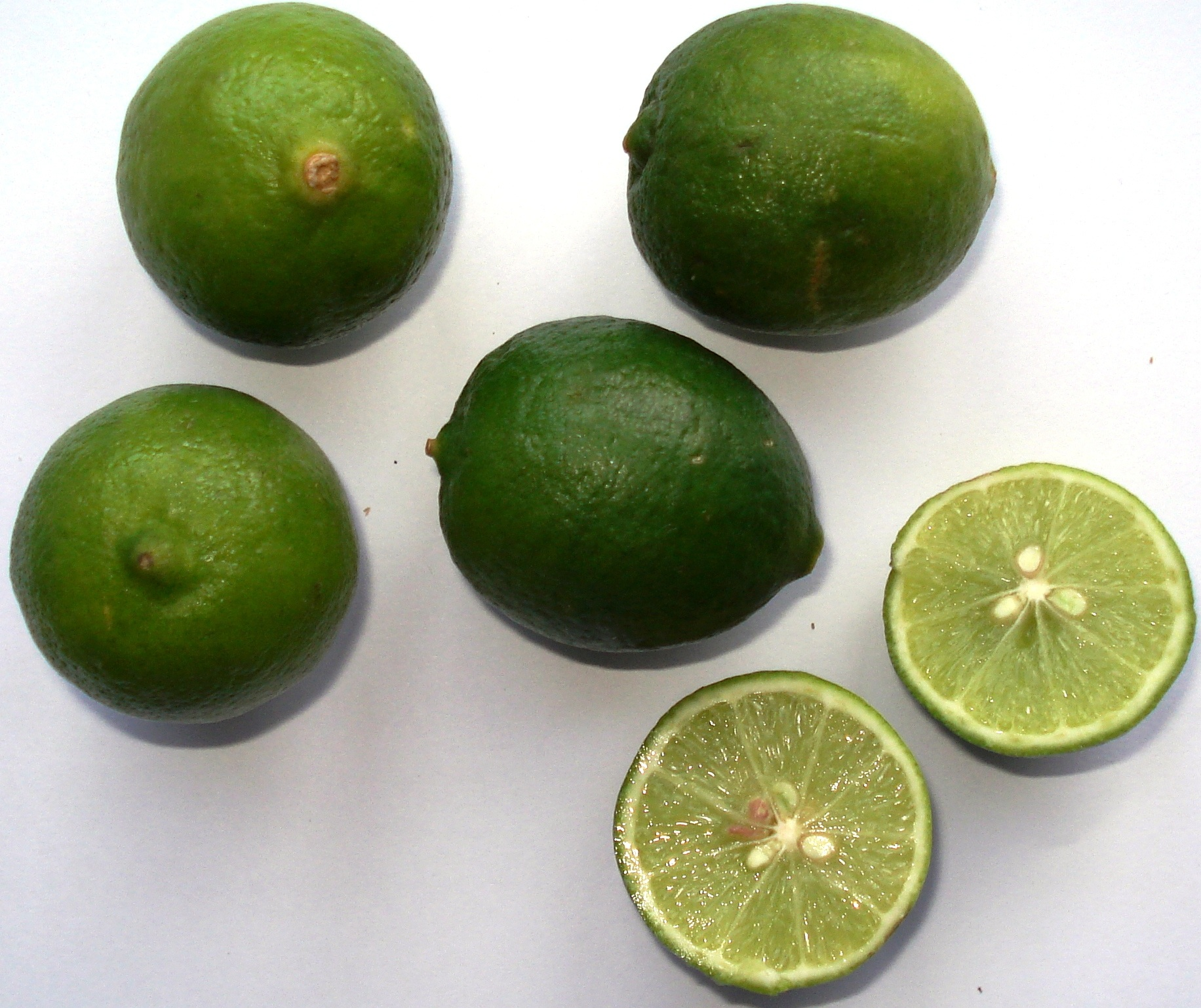
Limequats/Limquats

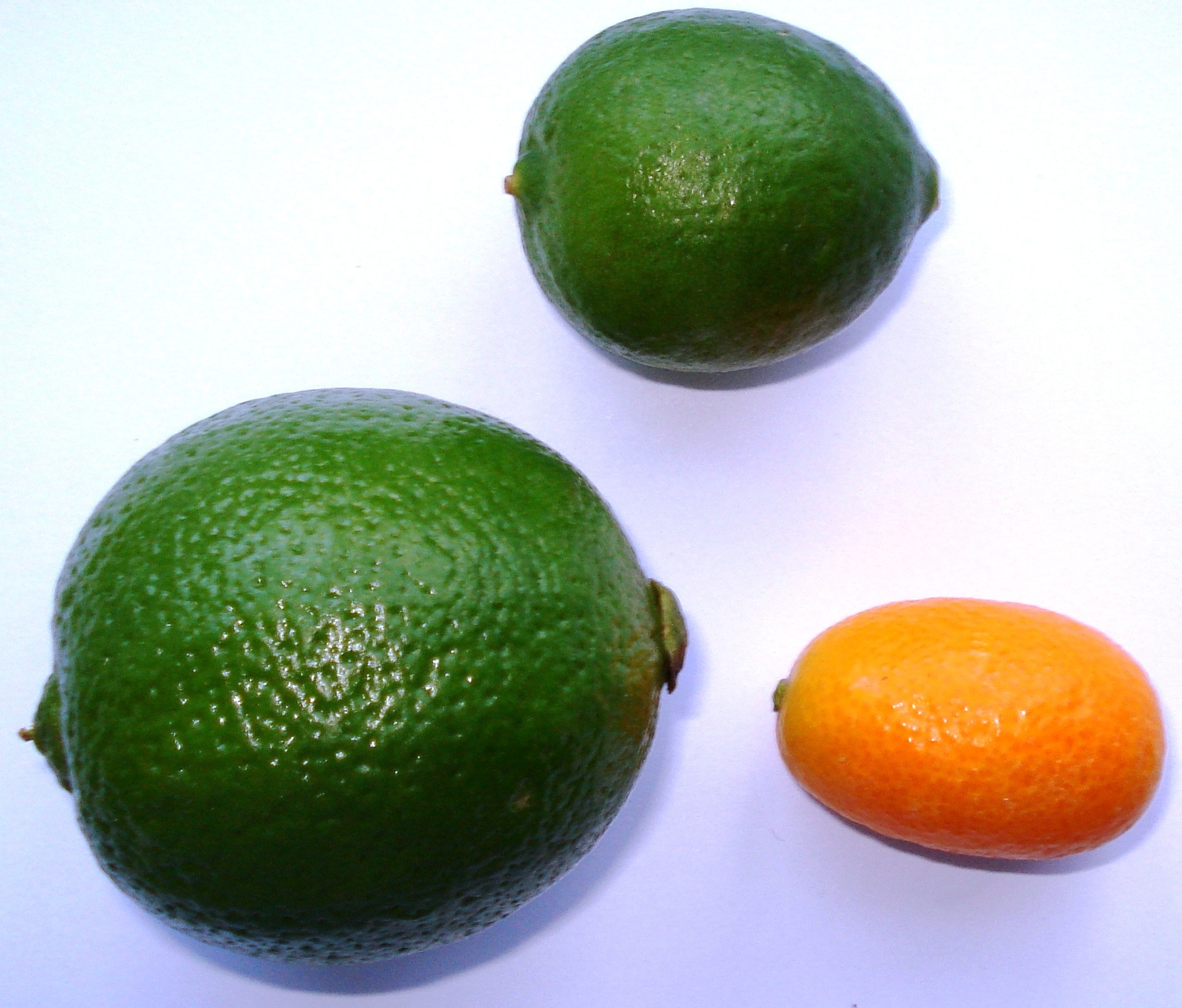
Eine Limequat/Limquat (oben) im Vergleich mit den Ausgangsarten Limette und Kumquat

Die Limequat oder Limquat (Citrus ×floridana (J.Ingram & H.Moore) Mabb.) ist eine Zitrusfrucht, die als Hybride durch Kreuzung der Echten Limette (Citrus × aurantiifolia) mit zwei Formen der Kumquat (Fortunella margarita) entstanden ist.

## Beschreibung
Die Limequat wächst als kleiner, immergrüner Baum oder Strauch und erreicht meist Wuchshöhen von höchstens 2,5 Metern. Die Zweige sind leicht bedornt. Die Laubblätter sind länglich, die Blüten von weißlicher Farbe.
Bei den Früchten der Limequat sind meist 2 bis 4 cm groß – mit einer grünen, dünnen Schale, die ein dünnes Mesokarp über einem weißen, safthaltigen Fruchtfleisch hat. Dieses ist in sechs bis neun Segmente unterteilt und enthält hellbraune Kerne. Das Fruchtfleisch schmeckt intensiv sauer, die Schale besitzt das intensive Aroma der Limette.

## Systematik
Die Limequats entstanden 1909 durch Züchtung des Botanikers Walter Tennyson Swingle (1871–1952) in Florida, der sie 1913 benannte. Es handelt sich um die einzige bedeutende Kreuzung der Echten Limette mit einer anderen Zitrusfrucht. Der wissenschaftliche Name Citrus ×floridana leitet sich vom US-Bundesstaat Florida, in dem die Hybride entstand, ab.
Synonyme für Citrus ×floridana (J.Ingram & H.Moore) Mabb sind: ×Citrofortunella floridana (J.W.Ingram & H.E.Moore), ×Citrofortunella swinglei (J.W.Ingram & H.E.Moore) (Benennung nach dem Züchter Walter Tennyson Swingle).

## Sorten
Drei Sorten werden unterschieden:
- Eustis: Kreuzung der Echten Limette mit der runden Form der Kumquat – benannt nach der Stadt Eustis in Florida. Kleiner als die Sorte „Lakeland“ und reicher an Kernen. „Eustis“ ist die am häufigsten angebaute Sorte.
- Lakeland: Kreuzung der Echten Limette mit der runden Form der Kumquat – benannt nach der Stadt Lakeland in Florida. Größer als die Sorte „Eustis“ und kernärmer.

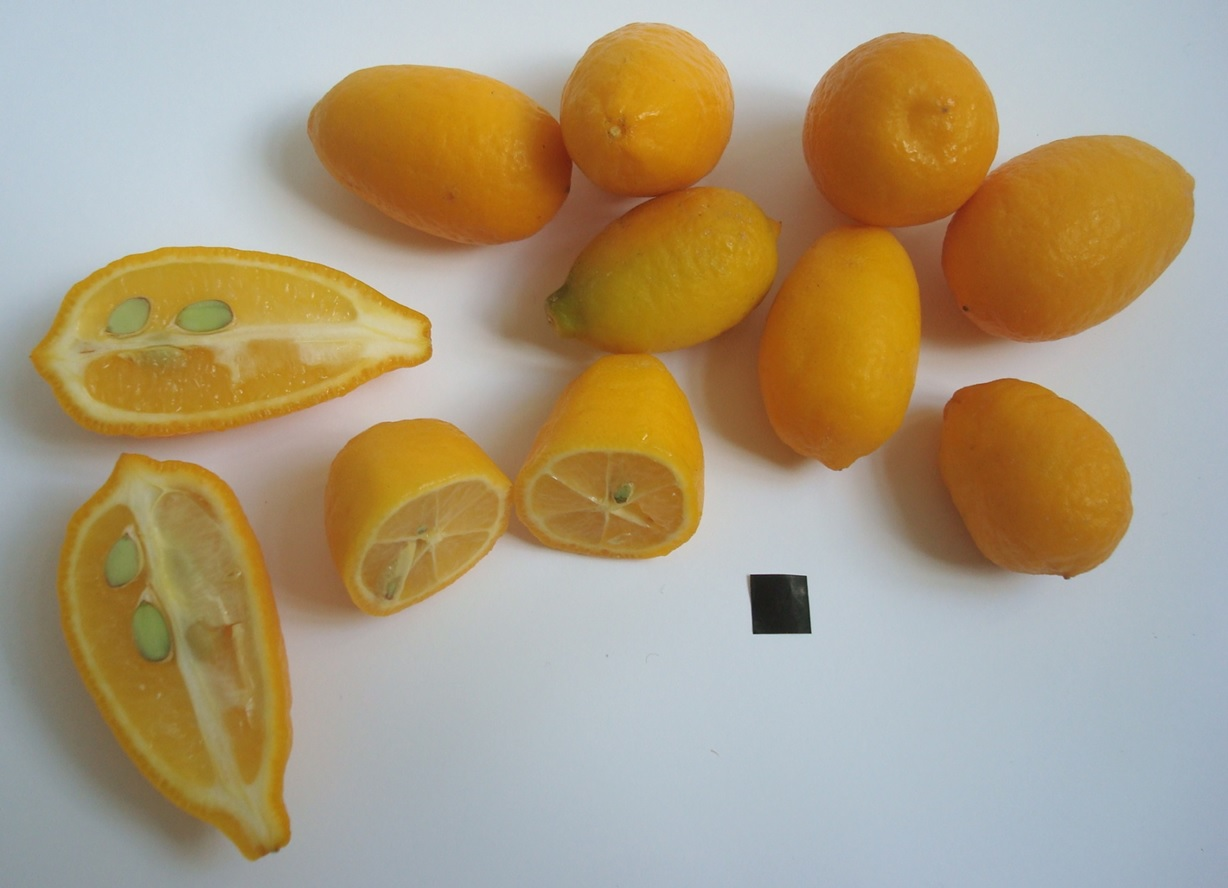
Limequat-Früchte der Sorte „Tavares“ (das schwarze Quadrat hat 1 cm Kantenlänge)

- Tavares: Kreuzung der Echten Limette mit der ovalen Form der Kumquat – benannt nach der Stadt Tavares in Florida. Tavares bildet etwas längliche Früchte mit einer gelben bis orangen Farbe der Schale.

## Anbau
Der Vorteil der Limequat gegenüber der Echten Limette liegt in ihrer höheren Kältetoleranz und geringerem Wärmebedarf, der einen Anbau auch in subtropischen Gebieten ermöglicht.
Der Anbau erfolgt (u. a.) in den südlichen Staaten der USA, in Italien, Spanien, Israel, Südafrika etc., von wo sie exportiert werden. Limequats werden in geeigneten Regionen zudem als Zierpflanze verwendet.
Die wirtschaftliche Bedeutung des Anbaus von Limequats ist gering, da diese meist deutlich teurer sind als die Früchte der Echten Limette. Daher handelt es sich um eine eher als Kuriosität oder zu Dekorationszwecken angebotene Frucht.